# 島尾駅
島尾駅（しまおえき）は、富山県氷見市島尾にある西日本旅客鉄道（JR西日本）氷見線の駅である。

## 歴史
- 1912年（明治45年・大正元年）
  - 4月5日：中越鉄道が伏木駅から延伸し、その終着駅として開業する[2][3]。旅客および貨物の取扱を開始[4]。
  - 9月19日：中越鉄道当駅 - 氷見駅間が開業する[5]。
- 1920年（大正9年）9月1日：中越鉄道の国有化により、鉄道省（国鉄）氷見軽便線の駅となる[6]。当駅は旅客、手荷物、小荷物及び大貨物の取扱を行う[6]。
- 1922年（大正11年）9月2日：軽便鉄道法廃止により氷見軽便線が氷見線に改称される[7]。
- 1959年（昭和34年）11月1日：営業範囲を改正し、車扱貨物の取扱を廃する[8]。
- 1960年（昭和35年）8月1日：営業範囲を改正し、手荷物及び小荷物の配達取扱及び小口扱貨物の取扱を廃する[9]。
- 1974年（昭和49年）10月1日：営業範囲を改正し、旅客及び荷物を取扱う駅となる[10]。
- 1982年（昭和57年）4月1日：営業範囲を改正し、荷物の取扱を廃する[11]。
- 1983年（昭和58年）4月：国鉄島尾駅市営自転車駐輪場が完成する[12]。
- 1984年（昭和59年）4月1日：無人駅となる[13]。
- 1987年（昭和62年）4月1日：国鉄分割民営化により西日本旅客鉄道（JR西日本）の駅となる[4]。
- 1990年（平成2年）2月26日：駅舎を改築し、その落成式を挙行する[14]。
- 2012年（平成24年）8月27日：氷見線開通100周年を紀念し氷見市立宮田小学校の児童及び富山県立高岡工芸高等学校の生徒の合作に係る絵を当駅駅舎に塗装する[15]。

## 駅構造

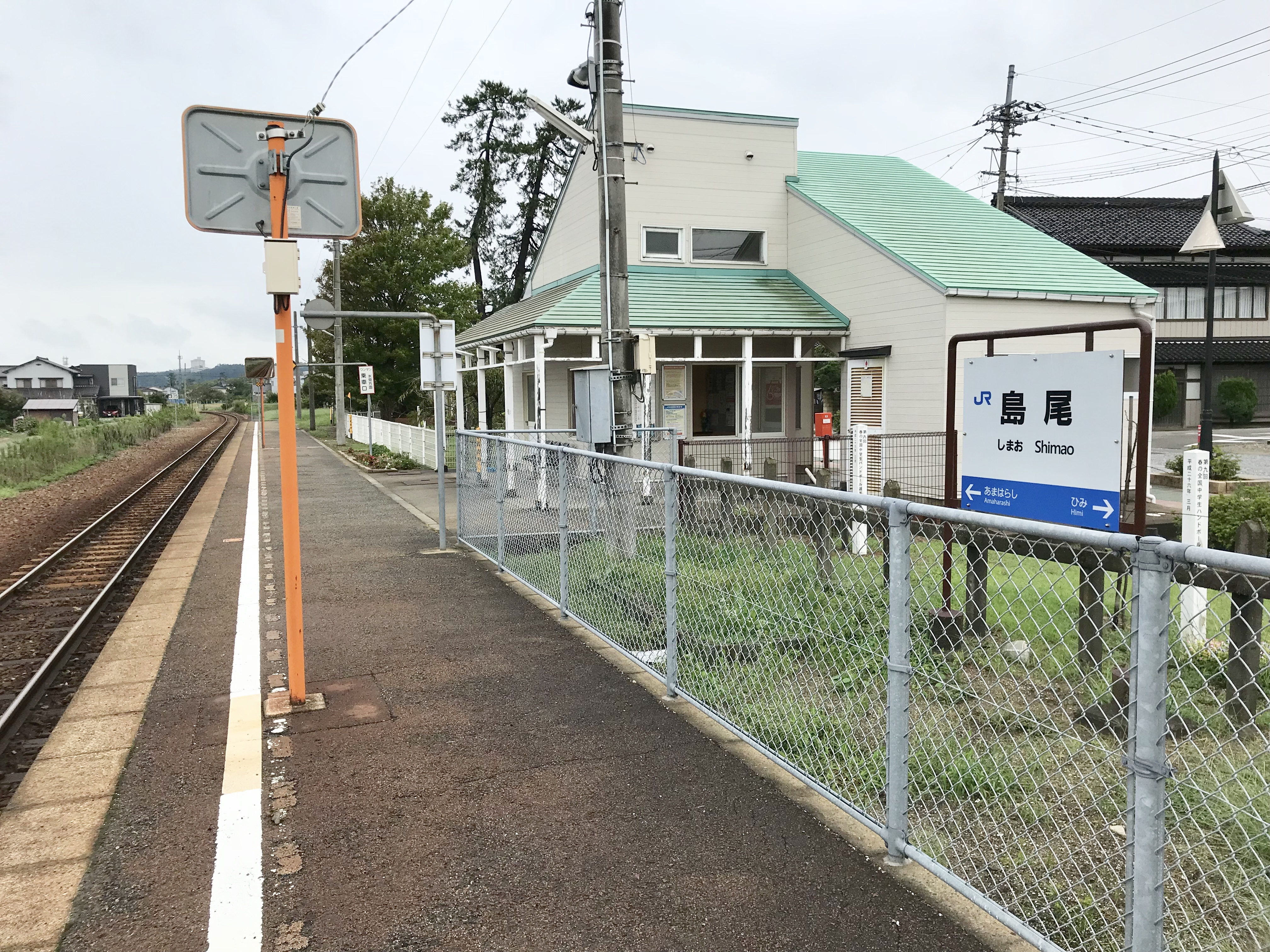
ホーム（2018年9月）

氷見方面に向かって左側に単式ホーム1面1線を有する地上駅（停留所）である。かつては、相対式ホーム2面2線を有したが、片面が撤去されている。
北陸広域鉄道部の管理する無人駅である。1990年（平成2年）2月26日に落成した駅舎は木造平屋建てで、面積は50平米あり、島尾海水浴場に至近ということでヨットのセールを意匠とした屋根を有する。駅舎内の事務室は閉鎖されているが、待合室がある。

## 利用状況
「富山県統計年鑑」によると、近年の1日平均乗車人員は以下の通りである。
| 年度   | 1日平均 乗車人員 |
| ------ | ---------------- |
| 1995年 | 347              |
| 1996年 | 357              |
| 1997年 | 338              |
| 1998年 | 333              |
| 1999年 | 317              |
| 2000年 | 305              |
| 2001年 | 298              |
| 2002年 | 274              |
| 2003年 | 246              |
| 2004年 | 230              |
| 2005年 | 219              |
| 2006年 | 194              |
| 2007年 | 196              |
| 2008年 | 192              |
| 2009年 | 188              |
| 2010年 | 195              |
| 2011年 | 191              |
| 2012年 | 202              |
| 2013年 | 198              |
| 2014年 | 195              |
| 2015年 | 197              |
| 2016年 | 216              |
| 2017年 | 193              |
| 2018年 | 199              |
| 2019年 | 205              |
| 2020年 | 162              |
| 2021年 | 160              |
| 2022年 | 167              |
| 2023年 | 159              |

## 駅周辺

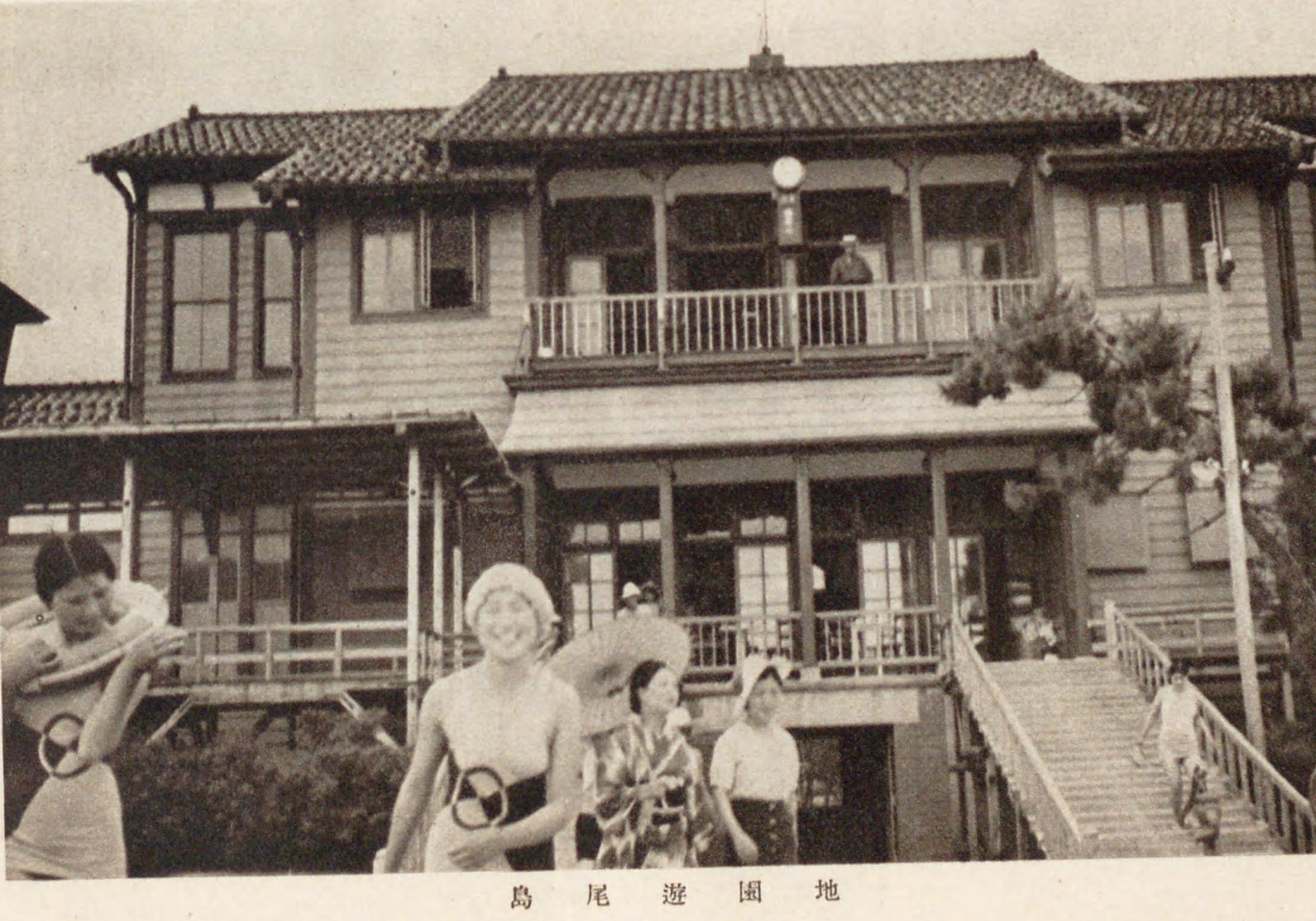
1938年（昭和13年）当時の島尾遊園地

当駅と島尾海水浴場とは歴史的に密接なる関係を有しており、中越鉄道は附帯事業として1912年（大正元年）度上半期に島尾遊園を開設し、四阿、浴場、料理場等の各種設備を施した。1913年（大正2年）発行の『富山県写真帖』は、「海水浴場として有名なる島尾の地は氷見郡宮田村に属し氷見町を距る東一里の海浜に在り中越線島尾停車場は此勝地を卜し白砂青松の間に設置せらる汀沙青瑩潮勢度に適し海水浴場として恰好の地なり近来中越鉄道は此処に諸般の設備を施し浴客の招引に努めたる為め来遊するもの著しく増加せり」と述べている。中越鉄道線が国有鉄道に移管された後も鉄道省経営の遊園地として旅客を集めた。この島尾遊園地は1952年（昭和27年）に氷見郡宮田村が買収し、1953年（昭和28年）に同村が氷見市へ合併された後は氷見市営の島尾海浜公園となっている。
- 島尾郵便局
- 島尾海水浴場
- 国道415号

高岡市との境界に近く、南へ約300mのところである。

## 隣の駅
西日本旅客鉄道（JR西日本）
■氷見線
雨晴駅 - 島尾駅 - 氷見駅